# Associazione Calcistica Perugia Calcio 2016-2017
Questa voce raccoglie le informazioni riguardanti l'Associazione Calcistica Perugia Calcio nelle competizioni ufficiali della stagione 2016-2017.

## Stagione
Nella stagione 2016-2017 il Perugia disputa il ventiquattresimo campionato di Serie B della sua storia. Allenato da Cristian Bucchi raccoglie 65 punti che valgono il quarto posto finale, con il diritto a disputare i Play-off. Ottiene 30 punti nel girone di andata e 35 nel girone di ritorno. Nella semifinale dei Play-off si fa però sorprendere dalla rivelazione del campionato, il neopromosso Benevento, i sanniti vincono in casa (1-0) e pareggiano (1-1) al Curi, ma l'inutile pareggio di Nicastro è giunto nel recupero, ad addolcire una amara medicina. Sono salite in Serie A Spal e Verona dirette, con il Benevento che ha vinto i Play-off. Il miglior marcatore dei perugini in stagione è stato il fiorentino Samuel Di Carmine autore di 13 reti. Nel secondo turno della Coppa Italia Tim Cup il Perugia elimina (1-0) l'Alessandria, supera anche il terzo turno eliminando (2-1) il Carpi, nel quarto turno lascia il torneo, eliminato dal Genoa che vince (4-3) dopo i tempi supplementari, quando i tempi regolamentari si erano conclusi (2-2).

## Divise e sponsor
Il fornitore ufficiale di materiale tecnico per la stagione 2016-2017 è FG Sport, mentre lo sponsor di maglia è Officine Piccini.
| Casa | Trasferta | 3ª divisa |

## Rosa
Rosa e numerazione sono aggiornate al 17 marzo 2017.
| N. |                           | Ruolo | Calciatore          |
| -- | ------------------------- | ----- | ------------------- |
| 1  | Italia (bandiera)         | P     | Antonio Rosati      |
| 2  | Italia (bandiera)         | D     | Raffaele Imparato   |
| 3  | Italia (bandiera)         | C     | Nicolò Fazzi        |
| 4  | Italia (bandiera)         | C     | Gennaro Acampora    |
| 5  | Francia (bandiera)        | C     | Eddy Gnahoré        |
| 6  | Italia (bandiera)         | D     | Salvatore Monaco    |
| 7  | Italia (bandiera)         | C     | Stefano Guberti     |
| 8  | Italia (bandiera)         | C     | Matteo Ricci        |
| 9  | Italia (bandiera)         | A     | Mattia Mustacchio   |
| 10 | Italia (bandiera)         | A     | Samuel Di Carmine   |
| 11 | Italia (bandiera)         | C     | Jacopo Dezi         |
| 13 | Colombia (bandiera)       | A     | Alexis Zapata       |
| 13 | Italia (bandiera)         | D     | Alberto Dossena     |
| 14 | Italia (bandiera)         | D     | Massimo Volta       |
| 15 | Costa d'Avorio (bandiera) | A     | Pierre Desiré Zebli |
| 16 | Italia (bandiera)         | D     | Marco Chiosa        |
| 16 | Italia (bandiera)         | P     | Alberto Brignoli    |

| N. |                           | Ruolo | Calciatore                   |
| -- | ------------------------- | ----- | ---------------------------- |
| 17 | Italia (bandiera)         | D     | Nicola Belmonte              |
| 18 | Italia (bandiera)         | D     | Lorenzo Del Prete (capitano) |
| 19 | Ghana (bandiera)          | D     | Masahudu Alhassan            |
| 21 | Italia (bandiera)         | A     | Francesco Nicastro           |
| 22 | Albania (bandiera)        | P     | Entonjo Elezaj               |
| 23 | Italia (bandiera)         | D     | Gianluca Mancini             |
| 24 | Guadalupa (bandiera)      | A     | Raphael Mirval               |
| 26 | Brasile (bandiera)        | C     | Victor Da Silva              |
| 26 | Italia (bandiera)         | A     | Giovanni Terrani             |
| 27 | Italia (bandiera)         | D     | Gianluca Di Chiara           |
| 28 | Italia (bandiera)         | A     | Francesco Di Nolfo           |
| 29 | Italia (bandiera)         | A     | Cristian Buonaiuto           |
| 30 | Costa d'Avorio (bandiera) | A     | Jean-Armel Drolé             |
| 32 | Italia (bandiera)         | A     | Mattia Vicaroni              |
| 33 | Italia (bandiera)         | C     | Matteo Brighi                |
| 36 | Costa d'Avorio (bandiera) | A     | Abdoullaye Traoré            |
| 37 | Italia (bandiera)         | A     | Francesco Forte              |

## Risultati

### Serie B

#### Girone di andata
| Arbitro: | Ros (Pordenone) |

|          |           |             |
| Ligi 81’ | Marcatori | 57’ Guberti |

| Arbitro: | Aureliano (Bologna) |

|  |           |                      |
|  | Marcatori | 90+5’ (rig.) Maniero |

| Arbitro: | Martinelli (Roma) |

|                   |           |            |
| Torregrossa 90+4’ | Marcatori | 75’ Brighi |

| Arbitro: | Ghersini (Genova) |

|                |           |              |
| R. Bianchi 52’ | Marcatori | 56’ Falletti |

| Arbitro: | La Penna (Roma) |

|                          |           |              |
| Ceccarelli 5’ Caputo 72’ | Marcatori | 34’ Nicastro |

| Arbitro: | Pezzuto (Lecce) |

|              |           |  |
| Nicastro 83’ | Marcatori |  |

| Arbitro: | Abbattista (Molfetta) |

|             |           |                         |
| Dionisi 18’ | Marcatori | 28’ Di Carmine 76’ Dezi |

| Arbitro: | Pinzani (Empoli) |

|                                |           |  |
| Monaco 24’ Di Carmine 32’, 84’ | Marcatori |  |

| Arbitro: | Serra (Torino) |

|                     |           |  |
| Di Carmine 48’, 64’ | Marcatori |  |

| Benevento 22 ottobre 2016, ore 15:00 CEST 10ª giornata | Benevento           | 0 – 0 referto | Perugia | Stadio Ciro Vigorito (7 607 spett.)\| Arbitro: \| Aureliano (Bologna) \| |
| Arbitro:                                               | Aureliano (Bologna) |               |         |                                                                          |

| Arbitro: | Minelli (Varese) |

|  |           |                               |
|  | Marcatori | 28’ (aut.) Brighi 84’ Lasagna |

| Arbitro: | Abisso (Palermo) |

|                     |           |                                                  |
| Belmonte 64’ (aut.) | Marcatori | 17’ Brighi 28’ Di Chiara 39’ Dezi 88’ Di Carmine |

| Arbitro: | Saia (Palermo) |

|  |           |              |
|  | Marcatori | 18’ Nicastro |

| Arbitro: | Di Martino (Teramo) |

|              |           |              |
| Nicastro 84’ | Marcatori | 86’ Coronado |

| Arbitro: | Pezzuto (Lecce) |

|                     |           |                      |
| Perez 52’ Cacia 79’ | Marcatori | 19’ Guberti 76’ Dezi |

| Perugia 26 novembre 2016 16ª giornata | Perugia         | 0 – 0 | Novara | Stadio Renato Curi\| Arbitro: \| Pasqua (Tivoli) \| |
| Arbitro:                              | Pasqua (Tivoli) |       |        |                                                     |

| Arbitro: | Manganiello (Pinerolo) |

|                       |           |                               |
| Luppi 12’ Pazzini 43’ | Marcatori | 45+1’ Nicastro 90+2’ Belmonte |

| Arbitro: | Mainardi (Bergamo) |

|             |           |  |
| Guberti 50’ | Marcatori |  |

| Arbitro: | Pasqua (Tivoli) |

|                   |           |                |
| Granoche 57’, 73’ | Marcatori | 13’ Di Carmine |

| Arbitro: | Nasca (Bari) |

|            |           |               |
| Guberti 4’ | Marcatori | 9’ Dellafiore |

| Arbitro: | Aureliano (Bologna) |

|                         |           |            |
| Donnarumma 16’ Coda 79’ | Marcatori | 90+1’ Dezi |

#### Girone di ritorno
| Arbitro: | Martinelli (Roma) |

|                                           |           |                              |
| Koné 10’ (aut.) M. Ricci 51’ F. Forte 75’ | Marcatori | 47’ Ciano 60’ Koné 70’ Cocco |

| Bari 28 gennaio 2017 23ª giornata | Bari          | 0 – 0 | Perugia | Stadio San Nicola\| Arbitro: \| Marini (Roma) \| |
| Arbitro:                          | Marini (Roma) |       |         |                                                  |

| Arbitro: | Marinelli (Tivoli) |

|                                  |           |                                   |
| F. Forte 22’, 80’ Mustacchio 76’ | Marcatori | 35’ And. Caracciolo 71’ Bonazzoli |

| Arbitro: | Pinzani (Empoli) |

|  |           |              |
|  | Marcatori | 75’ Nicastro |

| Perugia 18 febbraio 2017 26ª giornata | Perugia            | 0 – 0 | Virtus Entella | Stadio Renato Curi\| Arbitro: \| Illuzzi (Molfetta) \| |
| Arbitro:                              | Illuzzi (Molfetta) |       |                |                                                        |

| Arbitro: | Di Martino (Teramo) |

|                                  |           |  |
| Floccari 37’ Schiattarella 90+2’ | Marcatori |  |

| Arbitro: | Abisso (Palermo) |

|              |           |           |
| Nicastro 72’ | Marcatori | 15’ Kragl |

| Arbitro: | Manganiello (Pinerolo) |

|  |           |                                                          |
|  | Marcatori | 12’, 38’, 60’ Di Carmine 71’ (aut.) Laverone 75’ Terrani |

| Arbitro: | Rapuano (Rimini) |

|             |           |                       |
| Litteri 14’ | Marcatori | 51’ (rig.) Di Carmine |

| Arbitro: | Chiffi (Padova) |

|                                         |           |              |
| Nicastro 1’ Di Carmine 36’ Acampora 66’ | Marcatori | 25’ Ceravolo |

| Carpi 26 marzo 2017 32ª giornata | Carpi           | 0 – 0 | Perugia | Stadio Sandro Cabassi\| Arbitro: \| Pezzuto (Lecce) \| |
| Arbitro:                         | Pezzuto (Lecce) |       |         |                                                        |

| Arbitro: | Marinelli (Tivoli) |

|                |           |  |
| Mustacchio 89’ | Marcatori |  |

| Arbitro: | Manganiello (Pinerolo) |

|                           |           |                            |
| Mustacchio 5’ Gnahorè 10’ | Marcatori | 15’ Di Tacchio 87’ Lisuzzo |

| Arbitro: | Minelli (Varese) |

|                                |           |  |
| Pagliarulo 8’ Manconi 59’, 61’ | Marcatori |  |

| Perugia 17 aprile 2017 36ª giornata | Perugia           | 0 – 0 | Ascoli | Stadio Renato Curi\| Arbitro: \| Martinelli (Roma) \| |
| Arbitro:                            | Martinelli (Roma) |       |        |                                                       |

| Arbitro: | Illuzzi (Molfetta) |

|  |           |          |
|  | Marcatori | 75’ Dezi |

| Arbitro: | Sacchi (Macerata) |

|          |           |           |
| Dezi 55’ | Marcatori | 54’ Luppi |

| Arbitro: | Mainardi (Bergamo) |

|  |           |             |
|  | Marcatori | 39’ Mancini |

| Perugia 5 maggio 2017 40ª giornata | Perugia           | 0 – 0 | Spezia | Stadio Renato Curi\| Arbitro: \| Ghersini (Genova) \| |
| Arbitro:                           | Ghersini (Genova) |       |        |                                                       |

| Arbitro: | Nasca (Bari) |

|                                   |           |                         |
| De Giorgio 38’ (rig.), 82’ (rig.) | Marcatori | 23’ Mustacchio 72’ Dezi |

| Arbitro: | Abbattista (Molfetta) |

|                                         |           |                         |
| M. Ricci 31’ Di Carmine 45’ Terrani 54’ | Marcatori | 30’ Coda 58’ P. Ronaldo |

### Coppa Italia Tim Cup
| Arbitro: | Sacchi (Macerata) |

|            |           |  |
| Brighi 44’ | Marcatori |  |

| Arbitro: | Maresca (Napoli) |

|                                            |           |                                          |
| Simeone 37’ Pandev 37’, 101’ Ninkovic 116’ | Marcatori | 53’ R. Bianchi 63’ Drolé 120+1’ Di Nolfo |

## Statistiche

### Statistiche di squadra
| Competizione | Punti        | In casa | In casa | In casa | In casa | In casa | In casa | In trasferta | In trasferta | In trasferta | In trasferta | In trasferta | In trasferta | Totale | Totale | Totale | Totale | Totale | Totale |
| Competizione | Punti        | G       | V       | N       | P       | Gf      | Gs      | G            | V            | N            | P            | Gf           | Gs           | G      | V      | N      | P      | Gf     | Gs     |
| ------------ | ------------ | ------- | ------- | ------- | ------- | ------- | ------- | ------------ | ------------ | ------------ | ------------ | ------------ | ------------ | ------ | ------ | ------ | ------ | ------ | ------ |
| Serie B      | 65           | 21      | 8       | 11      | 2       | 27      | 18      | 21           | 7            | 9            | 5            | 27           | 22           | 42     | 15     | 20     | 7      | 54     | 40     |
| Play-off     | Semifinale   | 1       | 0       | 1       | 0       | 1       | 1       | 1            | 0            | 0            | 1            | 0            | 1            | 2      | 0      | 1      | 1      | 1      | 2      |
| Coppa Italia | Quarto turno | 2       | 2       | 0       | 0       | 3       | 1       | 1            | 0            | 0            | 1            | 3            | 4            | 3      | 2      | 0      | 1      | 6      | 5      |
| Totale       |              | 24      | 10      | 12      | 2       | 31      | 20      | 23           | 7            | 9            | 7            | 30           | 27           | 47     | 17     | 21     | 9      | 61     | 47     |